# Авангардни филм
Авангардни филм (такође експериментални филм) је појам који обухвата широк спектар тенденција филмског стваралаштва. Ову категорију филма су почели и развили умјетници модернизма тридесетих година 20. вијека и који су већ били афирмисани лидери различитих модернистичких покрета као што су експресионизам, кубизам, неопластицизам,  конструктивизам, дадаизам и надреализам. У другој половини 20. вијека, авангардни филм се манифестује преко контракултуре андерграунд, чију окосницу чини социјална и политичка критика савременог доба.

## Умјетници и филм
Филм је константно привлачио пажњу умјетника с почетка 20. вијека. Ипак, традиција авангардног филма није привукла пажњу шире публике, него се одржала изван комерцијалног филма и конвенционалне историје умјетности. Приступи умјетника медијима су се мијењали заједно са естетикама различитих епоха, али двије карактеристичне константе авангардног филма су: сукоб са комерцијалним филмом и симпатије према модернизму, схваћеном као ригорозно истраживање формалистичких могућности и граница.
Већ 1910. године, неки умјетници (нарочито италијански футуристи) су заговарали идеју по којој је филм идеалан медиј за постизање естетских вриједности које је представио модернистички покрет. Ипак, тек тридесетих година 20. вијека, јавља се једна кохерентна традиција авангардног филма. У тој деценији афирмише се као алтернатива управо консолидованој комерцијалној индустрији филма. Период умјетничког филма који се тада развио, а који је француски сликар Фернан Леже описао као „освета сликара и пјесника индустрији филма", манифестовао се преко више различитих модернистичких школа.
Апсолутна апстракција кинематографа као што су Викинг Егелинг, Ханс Рихтер и Валтер Ретман се идентификује са неопластицизмом; Механички балет (Balllet Mècanique) (1924), Фернана Лежеа и Дидлија Марфија (Didley Murphy) као и Jeux de Reflets et de Vitesse (1923-25), Анрија Чомета и Ки Фоа Гвида Себера, су филмови рађени по кубистичкој традицији; Ман Реј, Рене Клер и Марсел Дишан су снимали филмове у дадаистичком духу; Мртва природа у Берлину (1926) и Игра свјетлости (1930) Ласла Мохољи Нађа, као и Човјек с камером Дзиге Вертова, слиједе конструктивистичке принципе; Ман Рејев филм L'Etoile de Mer (1928) и Андалузијски пас (Un Chien Andalou) (1929) шпанског режисера Буњуела и сликара Далија, чине истракнуте примјере аутентичне надреалистичке традиције.
Прије него што су почели да експериментишу са филмом, већина ових умјетника су се већ истакли у другим умјетничким дисциплинама. Филм их је привлачио као нова врста технологије која представља модерно доба и као прозор у нова естетска истраживања. Осим тога, као тип медија масовне комуникације, филм је омогућавао приступ далеко широј публици у односу на друге умјетности. 
Сви ти умјетници су тежили да преко филма створе један универзални језик који би се базирао на фундаменталним естетским принципима модерног доба, као што су и сви модернистички покрети дијелили тежњу за стварањем универзалног, космополитског и прогресистичког естетског језика.

## Експеримент и сучељавање различитих идеја као мотор авангардног филма
Неопластицисти и конструктивисти, на примјер, себи су као задатак поставили формулисање једног рационалног систем форме, боје и стила, који би оставио снажан утисак на интелигенцију и емоцију, док су дадаисти и надреалисти, користећи сасвим другачије технике случајног аранжмана и дезорганизације, апеловали на универзалну свијест која се заснива на ирационалном, подсвјесном и асоцијативном. Филм је послужио као мост преко којег су се повезивале идеје умјетника који су припадали различитим покретима.
Ман Рејев Повратак разума (1924), је можда најрепрезентативнији филм тог периода у којем се на врло необичан и нелогичан начин мјешају слике у покрету и који траје не више од два минута. Дух филма је у традицији дадаистичке провокације и почиње одједном без уводне радње са кратким секвенцама рејограма, који представљају силуете различитих баналних предмета из свакодневнице (со, бибер, чиоде, ексери, итд). Затим слиједи секвенца ноћних лампи са вашара и касније опет више секвенци рејограма, те секвенце фотографија папирних конструкција и других објеката, представљених без икаквог реда, а филм се завршава сликом голе жене чије тијело прекривају траке сјене. Као и многи други филмови из те епохе, Повратак разума представља покушај превођења сликарских и вајарских идеја на ритмичко и временски ограничено искуство филма. Овај филм успјешно сажима формалистичке преокупације 1930-их, нарочито контрадикторност између апстракције и фигурације, коју илуструје транзиција апстрактних слика рејограма чиода, према двосмисленим и вртоглавим сликама бијеле свјетлости ноћних лампи градског вашара. 
Рационалнији филмови кубиста и конструктивиста, такође су посветили пажњу дијалектици фигурације и апстракције. Ипак, њихове секвенце слика су пажљиво организоване и карактерише их визуелна хармонија. Еклектичне слике филма Механички балет чине суптилне варијације игре свјетлости које служе да би се пажња гледаоца усмјерила на те формалистичке теме и уједно представљају контраст анархичној диспозицији секвенци Ман Рејевог филма. 